# Емі Паскаль
Емі Бет Паскаль (англ. Amy Beth Pascal; 25 березня 1958) — американська бізнес-менеджерка і кінопродюсерка. Вона була головою Motion Pictures Group Sony Pictures Entertainment і співголовою SPE, включаючи Sony Pictures Television, з 2006 до 2015 року.

## Ранні роки життя та освіта
Паскаль народилася в єврейській родині 25 березня 1958 року в Лос-Анджелесі, штат Каліфорнія. Її батько, Ентоні Х. Паскаль, був економічним дослідником в корпорації RAND, писав про соціальну нерівність афроамериканців і вплив СНІДу. Її мати, Барбара Паскаль, була бібліотекаркою і власницею книгарні художніх книг Artworks. Паскаль відвідувала школу Crossroads School в Санта-Моніці, потім працювала бухгалтером в Crossroads School, одночасно здобуваючи ступінь з міжнародних відносин в Каліфорнійському університеті в Лос-Анджелесі.

## Кар'єра
Паскаль розпочала свою кар'єру секретарем продюсера Тоні Гарнетта в незалежній продюсерській компанії Kestrel Films. З 1986 по 1987 рік обіймала посаду віце-президента з виробництва в компанії 20th Century Fox.

### Sony Pictures
Паскаль приєдналася до Columbia Pictures у 1988 році, де відповідала за розробку фільмів, серед яких: «День бабака», «Маленькі жінки», «Пробудження» та «Своя ліга». Вона залишила Columbia в 1994 році і протягом двох років працювала президентом з виробництва Turner Pictures, поки Скотт Сасса був президентом Turner Entertainment. Під час роботи в Turner Паскаль найняла Деймона Лі на посаду директора з розвитку.
У 2001 році Паскаль була відзначена «Кришталевою нагородою» Women in Film, якою нагороджуються ті, чия діяльність сприяла розширенню ролі жінок в індустрії розваг. Паскаль увійшла до щорічного списку «100 найвпливовіших жінок в індустрії розваг» журналу «The Hollywood Reporter» та до рейтингу «100 найвпливовіших жінок світу» журналу Forbes. Станом на 2014 рік вона посіла 28-е місце у списку найвпливовіших жінок світу за версією Forbes, порівняно з 36-м місцем у 2013 році.